# Сант'Аполинаре (Кјети)
Сант'Аполинаре (итал. Sant'Apollinare) је насеље у Италији у округу Кјети, региону Абруцо.
Према процени из 2011. у насељу је живело 765 становника. Насеље се налази на надморској висини од 150 м.